# NGC 213
NGC 213 (również PGC 2469 lub UGC 436) – galaktyka spiralna z poprzeczką (SBa), znajdująca się w gwiazdozbiorze Ryb. Odkrył ją William Herschel 14 października 1784 roku.